# Tom Ford (snookerzysta)
Tom Ford (ur. 17 sierpnia 1983 w Leicesterze) – angielski zawodowy snookerzysta. Plasuje się na 29. miejscu pod względem zdobytych setek w profesjonalnych turniejach, w sierpniu 2025 miał ich łącznie 311.

## Kariera zawodowa
W gronie profesjonalistów Tom Ford startuje od 2001 roku. Jego najwyższa pozycja w światowym rankingu snookerowym to 14 miejsce.
Jednym ze znaczących osiągnięć gracza był udział w ćwierćfinale turnieju Malta Cup w 2005 roku. W drodze do tego ćwierćfinału pokonał kolejno Maltańczyka Joe Grecha 5-1 (runda dzikich kart), Szkota Chrisa Smalla 5-0 (pierwsza runda turnieju), Irlandczyka Kena Doherty'ego 5-2 (druga runda turnieju). W ćwierćfinale uległ Szkotowi Stephenowi Hendry'emu w stosunku 1-5.
Do najważniejszych osiągnięć sportowych Toma Forda należy też udział w półfinale Finału Cyklu PTC (Players Tour Championship Grand Final 2013), w którym zmierzył się z Neilem Robertsonem. Pojedynek ten Ford przegrał po dramatycznym, zaciętym meczu. Przegrywał już 0-3 z jednym z najbardziej utytułowanych zawodników Main Touru i doprowadził do remisu 3-3, by ostatecznie uznać wyższość przeciwnika  dopiero w decydującym 7 frejmie za sprawą niefortunnego wyjścia ze snookera i faulu na czarnej bili za 7 pkt, który to faul otworzył Robertsonowi drogę do zwycięstwa.
Najwyższy break Forda wynosi 147 punktów i został wbity w fazie grupowej turnieju Grand Prix w 2007 roku, w meczu ze Steve'em Davisem.
Drugi break maksymalny (tzw. "telewizyjny") w karierze Tom Ford uzyskał podczas meczu drugiej rundy (w pierwszym frejmie) turnieju w Sofii (podczas European Tour 4 - Bulgarian Open 2012), grając przeciwko Matthew Stevensowi.
Do końca sezonu 2009/2010 na swoim koncie zapisał 89 breaków stupunktowych.

## Statystyka zwycięstw

### Rankingowe
- Shoot Out 2024

### Nierankingowe
- Players Tour Championship 2010/2011 – Turniej 3